# Gradient gravitatori
En el context de la mecànica celeste, l'expressió gradient gravitatori s'utilitza per fer referència a un fenomen que afecta a cossos no puntuals, tals com a planetes i satèl·lits, i que té el seu origen en què la gravetat que actua sobre ells resulta no uniforme.
Un exemple d'això és la Terra, sotmesa a la gravetat de la Lluna, i el seu recíproc, la Lluna sotmesa a la gravetat de la Terra. En aquest cas, el fenomen provoca l'existència de les marees, fa que la Lluna tingui sempre la mateixa cara orientada cap a la Terra i explica per què aquesta no gira de manera caòtica.

## Origen del fenomen

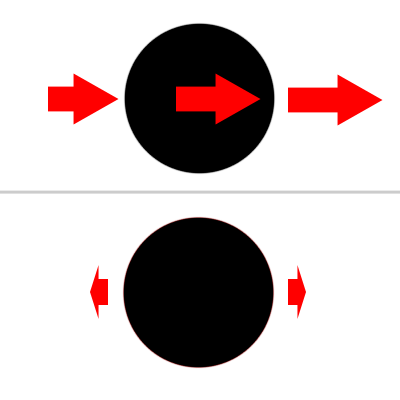
Esquema de les forces sobre la Lluna.

De manera simplificada, entre la Lluna i la Terra existeix una força recíproca aplicada al centre de masses de cada cos celeste, el mòdul del qual està definit en la Llei de la Gravitació Universal desenvolupada per Isaac Newton
{\displaystyle F=G{\frac {M_{T}\cdot M_{L}}{r^{2}}}}
on
- {\displaystyle r} és la distància entre els centres de masa
- {\displaystyle G} és la Constant de gravitació universal
- {\displaystyle M_{T}} és la masa de la Terra
- {\displaystyle M_{L}} és la masa de la Lluna

No obstant això, l'acció real és que la força de gravetat es distribueix en la massa de cadascun d'aquests objectes, les dimensions dels quals són de l'ordre de milers de quilòmetres, de manera que la intensitat de la gravetat en cada punt és lleument diferent. Això fa que les porcions de massa de la Lluna situades en la cara oposada a la Terra estiguin sotmeses a forces de gravetat lleument inferiors a les quals actuen en la cara orientada cap a la Terra, de manera que en la cara més propera a la Terra existeix una resultant de forces lleument superior a la qual existeix en la cara oposada. D'aquesta forma, la cara més propera a la Terra tendeix a l'equilibri.
El fenomen recíproc succeeix a la Terra on, a la zona que es troba en oposició a la Lluna, existeix una acció de la gravetat lleument inferior a la qual s'observa a la zona més propera. En aquest cas, la massa de la Lluna és insuficient per impedir la rotació de la Terra, però aquest fenomen evita que la Terra tingui una rotació de tipus caòtic.

## El gradient gravitatori sobre la Lluna
Est és un cas particular d'estabilització per gradient gravitatori. El fenomen descrit, actuant durant milions d'anys, fa que l'oscil·lació de la Lluna entorn d'un punt d'equilibri sigui cada vegada menor, fenomen que va ser descobert per Euler en els seus estudis del moviment del sòlid rígid. La majoria dels satèl·lits regulars presenten aquest fenomen respecte als seus planetes.

## El gradient gravitatori sobre la Terra

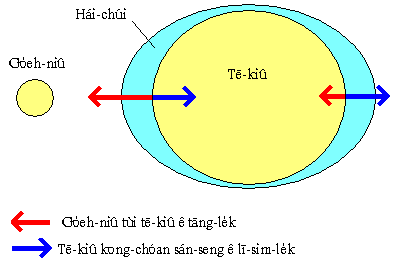
Esquema de les forces sobre la Terra.

En realitat, la Lluna no gira entorn de la Terra, sinó que la Terra i la Lluna giren entorn del centre de massa de tots dos. No obstant això, a l'ésser la Terra un cos gran, la gravetat que exerceix sobre ella la Lluna és diferent en cada punt. En el punt més proper a la Lluna, la intensitat de la gravetat és major que al centre de masses de la Terra, i també és major que en el punt més allunyat de la Lluna.
Així, mentre la Terra gira entorn del centre de gravetat del sistema Terra-Lluna, apareix alhora una força que tendeix a deformar-la, donant-li l'aspecte d'un el·lipsoide. Aquesta força és la que produeix les marees. A l'ésser la Terra sòlida, la deformació afecta més a les aigües i és el que produeix l'efecte que pugin i baixin dues vegades al dia: la marea puja en els punts més propers i més allunyats de la Lluna.
Un efecte associat és que les marees frenen a la Terra en la seva rotació i, atès que el sistema Terra-Lluna ha de conservar el moment cinètic, la Lluna ho compensa allunyant-se 3 cm cada any, com han demostrat els mesuraments làser de la distància, possibles gràcies als retro-reflectors que els astronautes van deixar en la Lluna.

## Nota matemàtica
El concepte de gradient expressat aquí no és equivalent al sentit habitual de gradient en física i matemàtiques. El camp gravitatori és un camp vectorial i no escalar i, per tant, no existeix el seu gradient des del punt de vista habitual en matemàtiques. Si que hi ha un objecte tensorial relacionat amb l'efecte aquí explicat que és el gradient d'un camp vectorial
També és possible parlar del gradient del potencial gravitatori, que és el propi camp g associat al potencial, però el sentit d'aquesta expressió no és el que es tracta en aquest article.